# Samuel Magad
Samuel Magad   (Chicago, 1932) és un violinista i director d'orquestra nord-americà.
Es va graduar a l'Escola de Música de la Universitat DePaul (1955) sota la direcció de Pavel Stasevich, qui, segons les seves paraules, "li'n va obrir els ulls a la música". Sota el lideratge de Stasevich, va començar a tocar a l'orquestra universitària. El 1955-1958 estava a l'exèrcit i tocava a la banda de l'exèrcit a Washington. El 1958-2007 violinista de l'Orquestra Simfònica de Chicago, concertista des de 1972. Els crítics van destacar els solos de violí de Magad en els enregistraments del poema simfònic de Richard Strauss Així parlà Zaratustra (1975, dirigit per Georg Solti) i Xekherazada de Nikolai Rimsky-Korsakov (1993, director Daniel Barenboim). Va ensenyar a la Universitat Northwestern i als anys 70 va dirigir una petita orquestra en un dels suburbis de Chicago.